# Rattus vandeuseni
Rattus vandeuseni és una espècie de mamífer rosegador de la família dels múrids. És endèmica de les muntanyes del sud-est de Papua Nova Guinea, on viu a altituds superiors a 1.300 msnm. El seu hàbitat natural són els boscos tropicals montans. Està amenaçada per l'augment de la població humana al seu medi. Aquest tàxon fou anomenat en honor del zoòleg estatunidenc Hobart Merritt Van Deusen.